# Mas Oliva (Palau-saverdera)
Mas Oliva és una masia catalogada a l'Inventari del Patrimoni Arquitectònic de Catalunya, al número 14 de la plaça Catalunya dins del nucli urbà de Palau-saverdera (Alt Empordà), delimitat per la Plaça de Catalunya, el carrer Nou, el carrer Sibila i la placeta de la Font.

## Arquitectura
Masia urbana de planta rectangular, formada per diversos cossos adossats. Consta de planta baixa i primer pis, amb la coberta de teula a dues vessants. L'aparell és de pedra sense desbastar, lligada amb morter. L'accés a l'edifici es fa pel cos principal, a través d'una porta d'arc escarser emmarcada amb carreus desbastats que la comunica amb la placeta de la Font. Interiorment, la masia compta amb diverses sales i dependències amb diferents sistemes de coberta. El vestíbul, que actua com a distribuïdor, està cobert amb voltes d'aresta de pedra, amb la imprompta dels encanyissats. Des d'aquí s'accedeix a dues grans sales, situades a dos nivells diferents, la superior amb coberta de volta per aresta emblanquinada i l'altra amb volta rebaixada amb llunetes i petites finestres quadrades a sota de cada una. Hi han grans arcades i també obertures de llinda plana per accedir a diverses estances de la casa. Les obertures de les façanes segueixen totes la mateixa tipologia. Corresponen a finestres de planta rectangular, amb els brancals i les llindes de pedra. Al sud hi ha una obertura rectangular amb sortida a un balcó amb reixa de ferro. A la façana nord hi ha una altra porta d'accés a l'interior, amb brancals i llinda de pedra picada.

## Història
El Mas Oliva va pertànyer a la nissaga Carrillo, família de certa importància local. Entre els seus hereus hi figurava l'any 1698 Antonio Carrillo, que fou el cònsol segon de la universitat de Palau. Vers el 1723 l'heretat passar de mans de Pere Carrillo a mans de Jaume Oliva: "(...) lo mas Carrillo ab sa paller, corrals, era, hort quintanalia y quatra codrons de terra contigua y una gleba unida de tinenssa quise vessanas que fronten a orient ab honor de Josep Roig, a migdia amb la carrtera publica, a oocident an Baldiri Roig y part ab lo hereu de Salvi Regordera notari public de Girona y a tremontana ab honor de Sebastia Pages (...)".
En aquest document també queda constància de l'autorització escrita a fer les obres necessàries, amb la promesa de tornar-li els diners en cas de recuperar el mas.
La nissaga dels Oliva finalment habitaren l'heretat durant solament tres generacions, temps suficients per millorar i engrandir el mas. Posteriorment quan Maria Oliva esdevingué la pubilla i el seu espòs Pere Gimbernat Vilar d'Ordis actuar com nou administrador, començà a desmembrar les terres de l'heretat, especialment l'any 1816, quan establí solars per construir-hi cases.
Una vegada abandonat el mas com a residència va ser arrendat a diferents masovers com a en Bartomeu Espelt el 1872, a en Pere Vidal el 1932, i en Tià Gustinet al principi de segle, així com posteriorment a altres masovers.
Als anys 80 l'heretat fou adquirida per un súbdit alemany anomenat Hirscnmann qui restaurà l'edifici. Actualment és el seu fill Ferdinant que hi habita a la primera planta i qui regeix el restaurant Rhodas situat a la planta baixa.